# Juanceda
Juanceda (llamada oficialmente San Salvador de Xanceda) es una parroquia del municipio de Mesía, en la provincia de La Coruña, Galicia, España.

## Entidades de población
Entidades de población que forman parte de la parroquia:
- A Casa Grande
- A Fonte
- A Fraga
- A Iglesia (A Igrexa)
- Arosa
- As Pereiras
- Beledo (O Beledo)
- Mata
- O Campo
- O Campo das Mentiras
- O Castro
- O Couto
- Os Camiños
- Os Corrillos
- Pereiruga
- Reboredo
- Xancedabella (Xanceda Vella)

## Despoblados
- A Casanova
- A Corredoira

## Demografía
| Gráfica de evolución demográfica de Juanceda entre 2000 y 2018 |
|                                                                |
| Población de derecho según el padrón municipal del INE         |